# ويليام مارتن إيكن
ويليام مارتن إيكن (بالإنجليزية: William Martin Aiken)‏ هو مهندس معماري أمريكي، ولد في 1 أبريل 1855 في تشارلستون في الولايات المتحدة، وتوفي في 7 ديسمبر 1908.